# Рубцовская епархия
Рубцо́вская епа́рхия — епархия Русской Православной Церкви, объединяющая приходы и монастыри в юго-западной части Алтайского края (в границах Рубцовского, Волчихинского, Змеиногорского, Егорьевского, Третьяковского, Локтевского, Угловского, Алейского, Калманского, Топчихинского, Усть-Пристанского, Усть-Калманского, Чарышского, Краснощёковского, Курьинского, Новочихинского, Поспелихинского и Шипуновского районов). Входит в состав Алтайской митрополии.

## История
В 1924—1927 годах титул епископа Рубцовского носил Никита (Прибытков), на деле управлявший «тихоновскими» приходами Бийской епархии.
16 июля 2013 года решением Священного Синода Русской Православной Церкви было образовано Рубцовское викариатство Барнаульской епархии.
5 мая 2015 года решением Священного Синода Русской православной церкви была образована самостоятельная Рубцовская епархия.

## Епископы
Рубцовское викариатство Бийской епархии
- 1924—1927 — Никита (Прибытков)

Рубцовское викариатство Барнаульской епархии
- 29 сентября 2013 — 5 мая 2015 — Роман (Корнев)

Рубцовская епархия
- с 5 мая 2015 — Роман (Корнев)

## Благочиния
- Алейское благочиние
- Змеиногорское благочиние
- Поспелихинское благочиние
- Рубцовское благочиние

## Монастыри
- Богородице-Казанский монастырь в селе Коробейникове Усть-Пристанского района (мужской)
- Свято-Димитриевский монастырь в Алейске (мужской)